# 8º Reggimento bersaglieri
Das 8. Bersaglieri-Regiment ist ein mechanisierter Infanterieverband des italienischen Heeres. Es ist in Caserta (Kampanien) stationiert und untersteht der Bersaglieri-Brigade „Garibaldi“ (ebenfalls in Caserta).

## Organisation
Das Regiment hat Bataillonsstärke und besteht aus einer Stabs- und Versorgungskompanie, drei mechanisierten Kompanien und einer schweren Kompanie. Es ist mit Schützenpanzern vom Typ Dardo ausgerüstet, die schwere Kompanie mit 120mm-Mörsern und mit Spike-Panzerabwehrlenkwaffen.

## Geschichte

### Überblick
Das 8. Bersaglieri-Regiment wurde am 1. Januar 1871 aus Teilen des 3. Bersaglieri-Regiments aufgestellt und bestand lange Zeit aus den Bataillonen (mit eigener durchgehender Nummerierung) III., V. und XII., von 1910 bis 1919 kam noch das VIII. Radfahrbataillon (mit der Nummer des Regiments) dazu. Ab 1924 bildete das gesamte Regiment einen Radfahrtruppenverband. Als infanteristischer Teil der 132. Panzerdivision „Ariete“ war es im Zweiten Weltkrieg motorisiert. Nach der Wiederaufstellung war das 8. Bersaglieri-Regiment im Kalten Krieg als Teil der Panzerdivision „Ariete“ im Nordosten Italiens zeitweise ein gemischter Verband mit motorisierten, mechanisierten und gepanzerten Einheiten, bevor es ganz mechanisiert wurde.

### Von 1848 bis 1940
Mit zur offiziellen Regimentsgeschichte zählen die Einsätze der seinerzeit selbständigen Bataillone III., V. und XII. in den Italienischen Unabhängigkeitskriegen zwischen 1848 und 1870 sowie 1855 und 1856 im Krimkrieg. Einheiten des Regiments waren zwischen 1887 und 1897 an Operationen in den italienischen Kolonien in Afrika sowie von 1900 bis 1903 am Boxerkrieg in China beteiligt. Das Regiment kämpfte 1911 und 1912 im italienisch-türkischen Krieg in Libyen, wo es einzelne Einheiten bis 1918 beließ. Im Ersten Weltkrieg kämpfte das 8. Bersaglieri-Regiment zwischen 1915 und 1918 vor allem im Cadore und am Piave, das VIII. Radfahrbataillon meist selbständig am Isonzo.
1937 kam das Regiment vorübergehend zur 3. Schnellen Division „Principe Amedeo Duca d’Aosta“, um dann 1939 Teil der neuen Panzerdivision „Ariete“ zu werden, mit der es im Frühjahr 1939 in Albanien zum Einsatz kam.

### Afrikafeldzug
Nach Ausbruch des Zweiten Weltkrieges verbot Mussolini aus politischen Gründen bis 1941 die Verlegung der wenigen motorisierten und gepanzerten italienischen Divisionen von der Poebene nach Nordafrika, wo sie im Krieg mit Großbritannien die einzigen in dieser Region brauchbaren Kräfte gewesen wären. Das 8. Bersaglieri-Regiment traf dann zusammen mit der „Ariete“ fast zeitgleich mit Erwin Rommel in Nordafrika ein, unter dem es bis Mai 1943 kämpfte. Nach dem Kommandeur, Oberst Ugo Montemurro, als „Kampfgruppe M“ oder „Kolonne M“ bezeichnet, operierte das Regiment oft unter dem direkten Befehl Rommels, so am 8. April 1941 bei Derna und El Mechili, wo es die 2  britische Panzerdivision des Generals Gambier-Parry zerschlug, welcher sich mit zwei weiteren Generalen und 2.700 Mann den Bersaglieri ergab. Montemurro erhielt von Rommel das Eiserne Kreuz 1. Klasse.
Kurz danach kämpfte das 8. bei Tobruk, Sollum und Ain el Gazala gegen Commonwealth-Truppen. Gegen Ende des Jahres war es mit allen anderen Bersaglieri-Regimentern an der Gegenoffensive Rommels beteiligt und zeichnete sich u. a. bei Bir el-Gobi aus, wo man etwa 50 Panzer der 22. britischen Panzerbrigade mit Panzerabwehrkanonen vernichtete. Einen ähnlichen Erfolg erzielten die Bataillone des 8. bei Sidi Rezegh.
1942 kämpfte das 8. Bersaglieri-Regiment bei Ain el Gazala und Bir Hacheim. Am 28. Mai nahm es bei El Kerna ein Artilleriebataillon gefangen, am 5. Juni warf es bei Dahar el Aslag unter schweren Verlusten britische Panzertruppen zurück.
Nach dem Fall von Tobruk drang es mit der „Ariete“ an der Spitze der deutschen und italienischen Verbände bis nach Ägypten vor. In der ersten Schlacht von El Alamein geriet das 8. Bersaglieri-Regiment bei Deep Well Mitte Juli 1942 ins Abseits und wurde von britischen Panzertruppen eingekreist und fast vollständig aufgerieben.
In den Wochen danach gelang trotz erheblicher logistischer Probleme durch eintreffenden Ersatz die Zusammenstellung von zwei Bataillonen. Mit diesen nahm es Ende Oktober 1942 im Rahmen der Panzerdivision „Ariete“ an der zweiten Schlacht von El Alamein teil. Dort kämpfte das Regiment vom 24. Oktober bis zum 4. November an Ort und Stelle bis zu seiner völligen Vernichtung.
Insgesamt fielen in der Schlacht 17.000 italienische Soldaten. Die wenigen Überlebenden des 8. Bersaglieri-Regiments wurden von zwei Bataillonen des 7. Bersaglieri-Regiments aufgenommen. Mit diesen beiden Bataillonen entstand das 8. Regiment kurz nach der Schlacht wieder. Bei Marsa el Brega kam noch ein drittes hinzu. Bis zum Ende des Jahres konnte sich das Regiment bis nach Tunesien zurückziehen, wo es dann mit der Division „Giovani Fascisti“ an der Schlacht um Tunesien teilnahm.
An der Mareth-Linie im Süden scheiterte im März 1943 vor allem am Widerstand des 8. Bersaglieri-Regiments ein britischer Angriff, der mit etlichen bekannten Verbänden vorgetragen worden war (u. a. Bataillone des Black Watch Regiment). Gegen Ende des Monats musste sich das Regiment auf höheren Befehl hin nach Wadi Akarit zurückziehen, wo es Anfang April nochmals zu heftigen Kämpfen kam. Das 8. Bersaglieri-Regiment beendete seinen Einsatz in Afrika in der Schlacht auf dem Takrouna bei Enfidaville (Höhe 141). Hier scheiterten vorübergehend die Angriffe einer neuseeländischen und einer indischen Division. Am 13. Mai 1943 stellten alle italienische Truppen der 1. Armee auf Befehl von Giovanni Messe das Feuer ein.
Das 8. Bersaglieri-Regiment entstand im Sommer 1943 in Verona erneut, wurde aber am 8. September im Zug des Waffenstillstands mit den Alliierten aufgelöst.

### 1949 bis heute
Im Rahmen der neuen Panzerbrigade „Ariete“  wurde das 8. Bersaglieri-Regiment am 15. September 1949 im Nordosten Italiens wiederaufgestellt. Die Brigade wuchs dort kurze Zeit später zur gleichnamigen Panzerdivision auf. Als die Division 1975 im Zug einer Heeresreform neugegliedert wurde, entstand aus dem 8. Bersaglieri-Regiment der Stab der neuen 8. Bersaglieri-Brigade „Garibaldi“. Diese führte neben einem Artillerie- und einem Panzerbataillon die Bersaglieri-Bataillone „Cernaia“ (3.), „Caprera“ (11.) und „Castelfidardo“ (26.). Das Bataillon „Cernaia“ übernahm auch die Truppenfahne des 8. Regiments. Kurz danach leistete es wertvolle Hilfeleistungen nach einem schweren Erdbeben im Friaul, 1980 auch nach einem weiteren Erdbeben in Kampanien. 1983 kam das Bataillon „Cernaia“ bei einem Friedenseinsatz im Libanon zum Einsatz. 1991 verlegte man die gesamte Brigade „Garibaldi“ ins süditalienische Caserta, wo sie als eine der ersten in Italien professionalisiert wurde und alle Wehrpflichtigen verabschiedete. Im Juni 1993 entstand das 8. Bersaglieri-Regiment vorwiegend aus Traditionsgründen wieder und übernahm das 3. Bersaglieri-Bataillon „Cernaia“. In den Jahren danach nahm der Verband zusammen mit der Brigade „Garibaldi“ an fast allen Auslandseinsätzen der italienischen Armee teil, vor allem im ehemaligen Jugoslawien und auch im Irak.